# Eloy, Arizona
Eloy är en stad (city) i Pinal County, i delstaten Arizona, USA. Enligt United States Census Bureau har staden en folkmängd på 16 964 invånare (2011) och en landarea på 289 km².